# Saffran

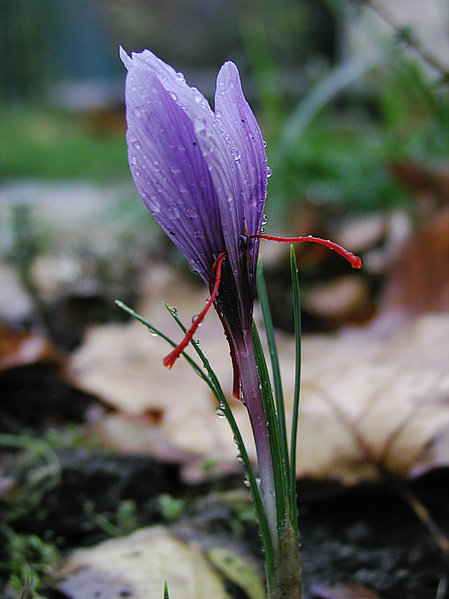
Saffranskrokus, med dess förlängda, röda märken.

Saffran, som kommer från pistillmärken i saffranskrokus, är den dyrbaraste av alla kryddor. Det krävs minst 100 000–150 000 krokusar, som måste plockas och rensas för hand, för att utvinna 1 kg torkad saffran. Det tidigaste omnämnandet av saffran är på sumeriska lertavlor från 4000-talet f.Kr. Saffran nämns även i Gamla testamentet. 
I Sverige används saffran som krydda i vissa brödsorter ("saffransbröd"). Saffranet blandas i degen, till skillnad från äldre tider då man penslade bullarna med saffransvatten när de just tagits ur ugnen. I Sverige används den främst till lussekatter, men även i till exempel paella, bouillabaisse och den gotländska efterrätten saffranspannkaka. Att använda saffran vid matlagning och inte bara vid bakning blev vanligt i Sverige under 1990-talet. Det har också använts som pigment i måleri och boktryckning.
I slutet av 2010-talet producerades 95 % av världens saffran i Iran.

## Etymologi
Ordet saffran kommer från persiskans zafarān (زعفران) via fornfranskans safran, som är ett latinskt arveord, safranum. Det latinska ordet är i sig ett lånord från persiska. 

## Biologi

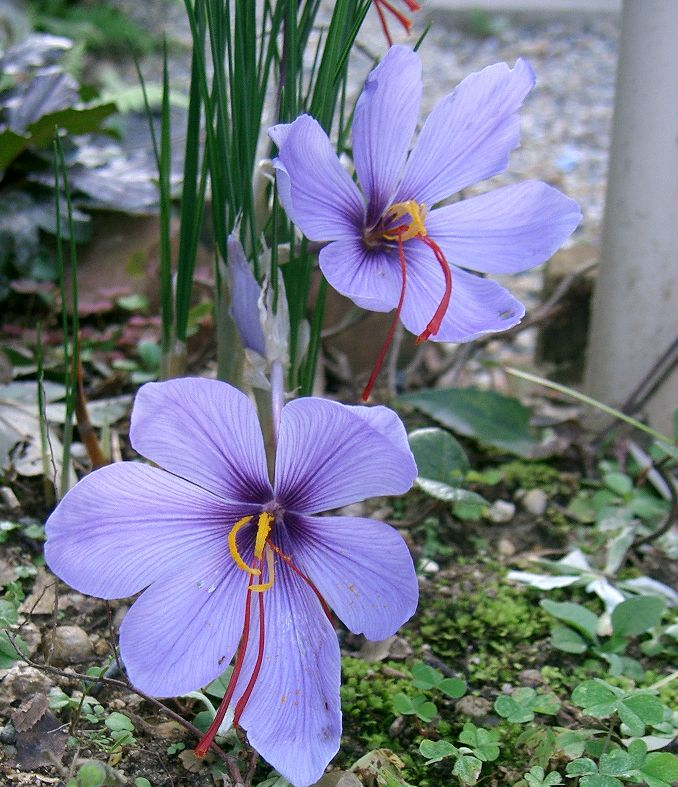
Två blommor av saffranskrokus, Osaka prefektur, Japan.

Den kultiverade saffranskrokusen Crocus sativus är en höstblommande perenn, som så vitt känt inte växer vild. Det är en steril triploid mutant av Crocus cartwrightianus som finns i östra medelhavsområdet. Enligt senare forskning har C. cartwrightianus uppstått på Kreta, och inte – som tidigare påstods – i Centralasien. Saffranskrokusen uppstod genom artificiell selektion av odlare som ville ha förlängda märken. Eftersom den är steril bildar den inte frön, utan måste förökas på konstgjord väg. Dess blommor, som kommer i september, varierar i färg från ljust lila till mörk purpur. De torkade märkena är mörkt brunröda, omkring 2 cm långa,  nedtill trådsmala, upptill trattlikt vidgade.

## Kemi
Saffran består av mer än 150 doft- och aromämnen. Dess färg kommer främst av α-crocin, men den innehåller även litet α- och β-karoten. Aromen kommer av safranal, en olja. Färgämnet - en glykosid - är mycket intensivt. 50 mg rivna till pulver med lite socker ger en tydligt gulaktig skiftning åt 35 liter vatten. 
Torkad saffran är mycket känsligt för solljus och oxidering, men klarar av värme.
Saffran är giftigt i större mängder, och den högsta rekommenderade dagliga dosen är 1,5 gram. Redan vid 5 gram kan man drabbas av bland annat kräkningar och blödningar, och vid 20 gram har man nått en dödlig dos.
Talgoxar, andra djur och människor tar inte skada av att äta saffran (förutsatt att det inte sker i överdrivet stora doser).

## Historia
I mer än 3 000 år har saffran odlats. Den sterila mutanten av C. cartwrightianus, C. sativus, uppstod under bronsåldern på Kreta. Det första skriftliga belägget för saffran är troligen från 600-talet f Kr i den assyriska botaniska referensboken som tillkom under Ashurbanipal. Men ännu längre tillbaka finns belägg för att saffran används för medicinskt bruk. För 4 000 år sedan användes den för att bota omkring 90 sjukdomar.

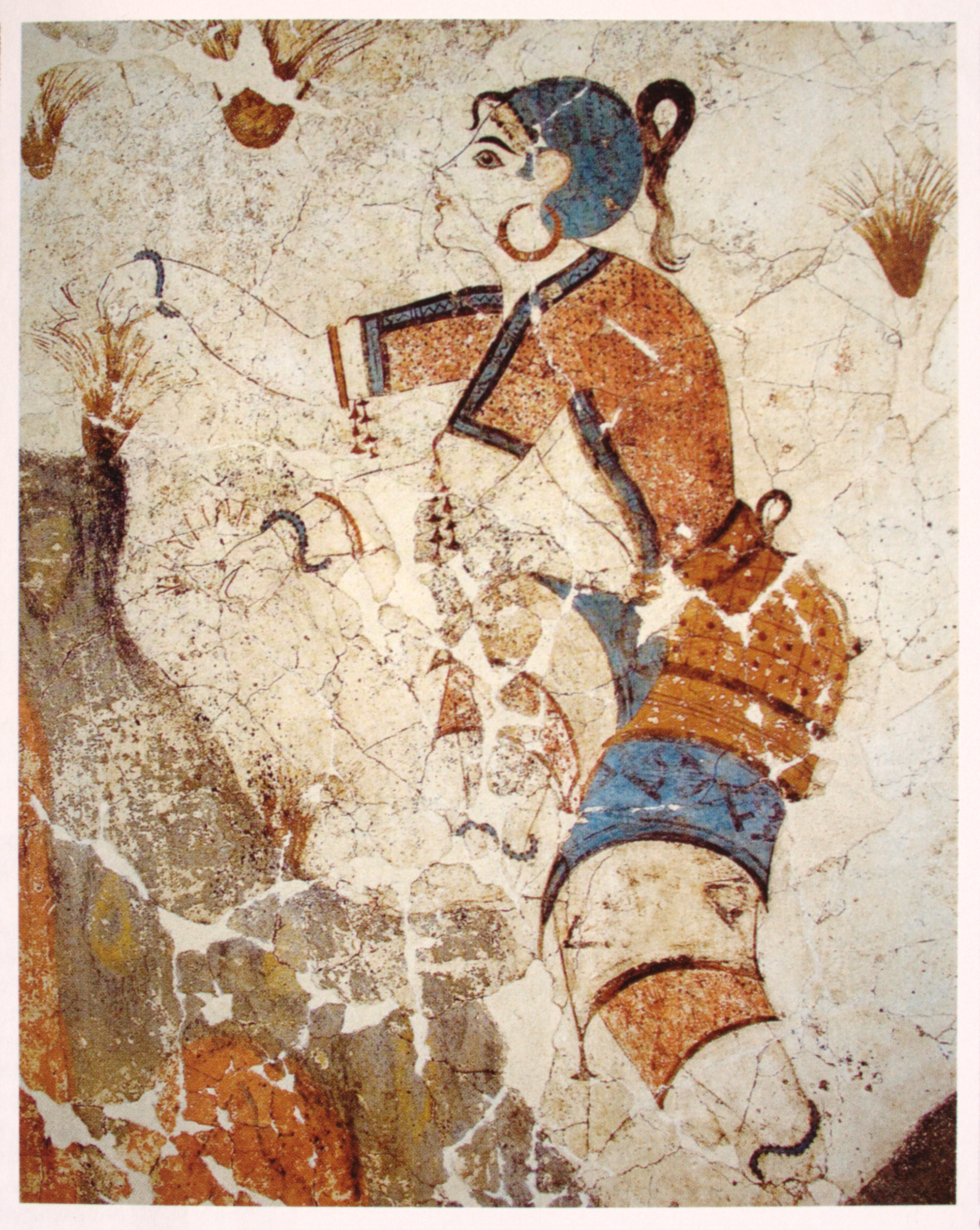
En saffransplockare, detalj av en fresk från Santorini.

Minoer avbildade saffran i sina palatsfresker från omkring 1500 — 1600 f Kr. I antikens Egypten och av de grekiska prostituerade användes saffran som parfym. Kleopatra ansåg att saffran var afrodiasiskt, men det användes också för att bota magbesvär.
I Iran finns 50 000-åriga spår efter saffran i avbildningar. Sumerer använde vild saffran vid riter, och i Höga visan nämns saffran. Redan innan saffran kultiverades, var det alltså en handelsvara. I Persien förekom en äldre kultiverad sort av saffran (Crocus sativus 'Hausknechtii') från 900-talet f Kr där saffran vävdes in i tyg och användes till parfym. Det råder oenighet om när saffran kom till Indien och Kina, och dateringen varierar mellan 900 och 2 500 år tillbaka. Sedan dess har saffran fått en framträdande kulturell roll, bland annat genom att buddhistmunkar färgar sina dräkter i saffran, vilket de gjort ända sedan Siddhartha Gautamas död.
I Europa blev saffran vanligare under medeltiden, och användes som färgmedel och krydda. Det tidigaste belägget för saffran i svensk (högfrälse) kosthållning är från 1328. I början på 1900-talet användes saffran mycket mindre i Sverige än tidigare i medicinen men ingick ändå i tre blandningar för medicinskt ändamål: aloedroppar med saffran, Roséns bröstdroppar och opiumvin. Drogen ansågs ha upplivande verkan.
Saffran var redan under forntiden utsatt för förfalskning. Plinius kommenterar ca år 70 e Kr att ingen vara förfalskades i samma grad som den. Så är fortfarande förhållandet. Förfalskning sker genom färgens utdragande, delvis genom tillsats av glycerin, salter, socker etc, som ökar vikten, delvis genom inblandning av alla möjliga, ofta färgade växtdelar, till exempel ståndare och stift av safflor (Carthamus tinctorius), strålblommor av Calendula (även kallad feminell) eller liknande. Under medeltiden sattes mycket högt pris på saffran som krydda och det var ett viktigt läkemedel. Förfalskningen var belagd med mycket strängt straff. I Nürnberg blev år 1444 en person bränd på bål för förfalskning av saffran, och där blev år 1456 tre personer levande begravna för samma brott. I de flesta tyska städer gjordes under medeltiden inspektioner rörande saffran och andra "läkemedel".

## Handel och användning

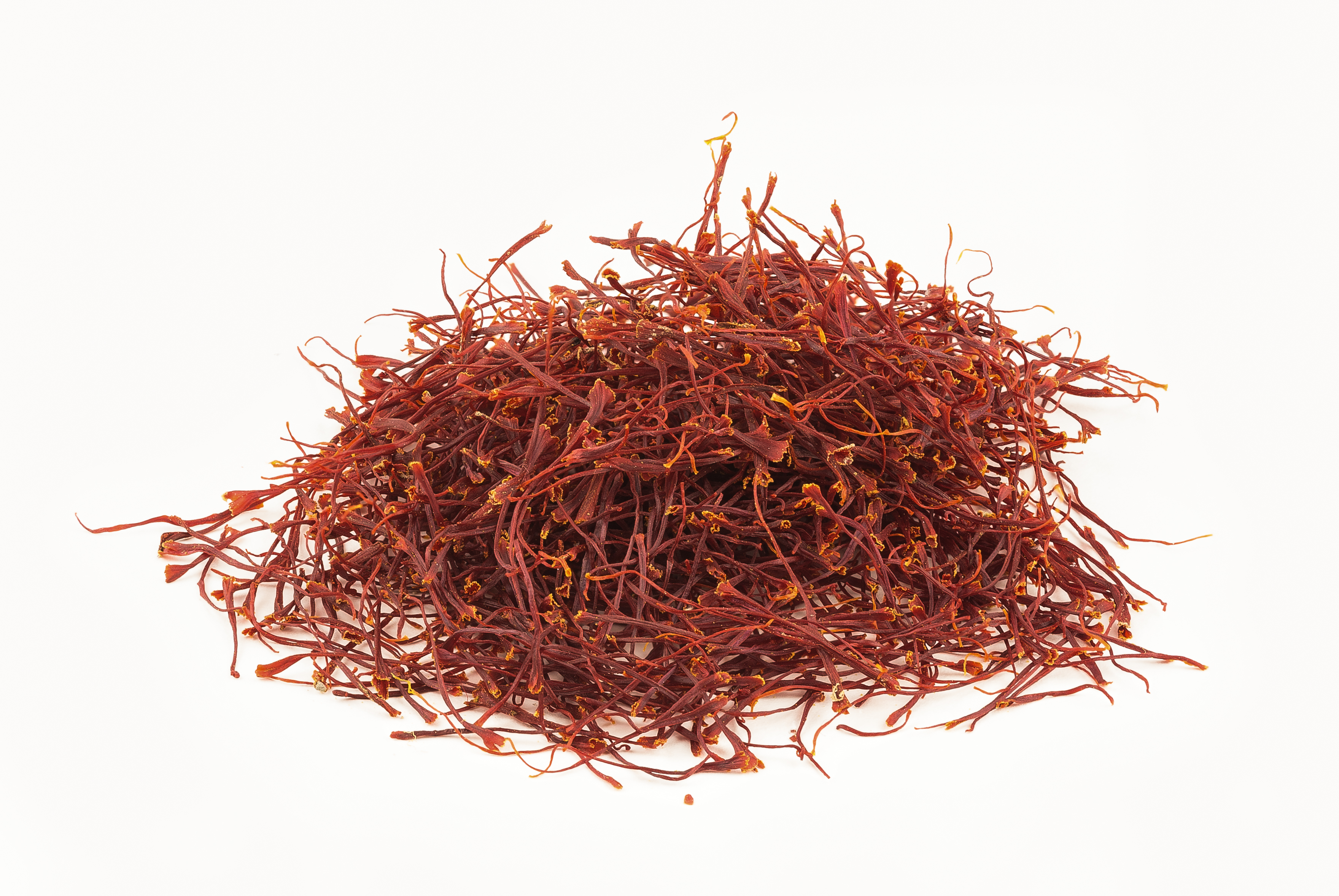
Saffran, i skördat men helt skick.

Varje år produceras omkring 300 ton saffran. Iran är det land som står för störst del av produktionen, följd av Spanien, Indien, Grekland, Azerbajdzjan, Marocko och Italien. Beroende på kvalitet varierar priset mellan 7 000 och 76 000 kr/kilo; i västvärlden är det genomsnittliga priset 15 000 kr/kilo. Priset beror på saffranets kvalitet, som avgörs av dess färgmättnad, elasticitet, färskhet, och helhet. ISO har tagit fram en standard för att kvalitetsmärka saffran, ISO 3632, som graderar saffran i fyra kvalitetsgrupper på laborativ väg, efter dess halt av crocin (färg), picrocrocin (smak), och safranal (doft). Många saffransförsäljare använder dock sina egna sinnen i stället, när de ska avgöra saffranets kvalitet, på samma sätt som vinprovare bedömer vin. Traditionellt räknas saffran från Qaen i Iran, Kashmir och L'Aquila vara av den finaste kvaliteten.
Zafferano dell'Aquila odlas i Abruzzo på 250—1 000 m ö h. För denna kvalitet krävs 200 000 blommor för 1 kg saffran till priset av 2 900 Euro (över 27 000 kr). Abruzzo-saffran har tilldelats den italienska kvalitetsutmärkelsen Denominazione di Origine Protetta, DOP.
Doften av saffran brukar beskrivas som påminnande om metallisk honung, med gräs- eller höartade toppnoter, och dess smak likaså höartad och något bitter. I matlagning ger saffran en kännetecknande gul-orange färg. Den är vanlig som krydda i det asiatiska köket, i likörer och i konfekt. Förfalskad saffran är ofta utdrygad med mald gurkmeja (Curcum longa), som bara ger färg, men smakar nästan ingenting alls, eller safflor (Carthamus tinctotius) som torkats och vars färg och form mycket väl liknar saffran.
Saffran skördas i slutet av september och början av oktober. Märkena klipps och torkas försiktigt.  När märkena samlas in undviks så långt som möjligt att blanda in något av de gula stiften eller ståndarsträngarna. I lågprissaffran ingår hela pistillen och inte bara dess märke och blir därmed av sekunda kvalitet.
Saffran har använts som pigment i målarfärg och boktryckning men är mycket obeständigt. I den internationella pigmentdatabasen Colour Index har det beteckningen NY6 och nummer 75100 eller 75140.
Vitt över jorden sitt sken spred saffranslöjade Eos. (ur Homeros Iliaden)